# Молодейская волость
Молодейская волость — упразднённая административно-территориальная единица 3-го уровня в Струго-Красненском районе Псковской области России.
Административным центром была деревня Молоди.

## Население
Численность населения Молодейской волости по переписи населения 2002 года составила 525 жителей.

## Населенные пункты
В состав волости в 2001 году входило 20 деревень: Молоди, Воскресенщина, Дулова Гора, Жеглицы, Жуковичи, Запорово, Засеки, Захолустье, Коты, Кубасово, Мараморочка.

## История
Территория этой бывшей волости в 1927 году вошла в Новосельский район в виде ряда сельсоветов, в том числе Молодейского сельсовета.
В ноябре 1928 года Лющицкий сельсовет был присоединён к Кубасовскому и Моложанскому. В марте 1929 года Кубасовский сельсовет был переименован в Степановский. С 1 января 1932 до 15 февраля 1935 года все сельсоветы Новосельского района временно были переданы в Струго-Красненский район, затем Новосельский район был восстановлен в прежнем составе.
Указом Президиума Верховного Совета РСФСР от 16 июня 1954 года Палицкий сельсовет был присоединён к Молодейскому сельсовету, Соседненский и Степановский — к Моложанскому.
Указом Президиума Верховного Совета РСФСР от 14 января 1958 года Новосельский район был снова упразднён и все его сельсоветы вновь были переданы в Струго-Красненский район.
Решением Псковского облисполкома от 26 октября 1959 года Моложанский сельсовет был разделён между Новосельским и Молодейским сельсоветами.
Постановлением Псковского областного Собрания депутатов от 26 января 1995 года все сельсоветы в Псковской области были переименованы в волости, в том числе Молодейский сельсовет был превращён в Молодейскую волость.
Законом Псковской области от 28 февраля 2005 года Молодейская волость была упразднена и включена в новосозданное муниципальное образование Новосельская волость со статусом сельского поселения с 1 января 2006 года в составе муниципального образования Струго-Красненский район со статусом муниципального района.